# 盘花垂头菊
盘花垂头菊（学名：Cremanthodium discoideum）为菊科垂头菊属的植物。分布在锡金、尼泊尔以及中国大陆的四川、西藏、青海、甘肃等地，生长于海拔3,000米至5,400米的地区，多生于林中、草坡、高山流石滩和沼泽地，目前尚未由人工引种栽培。